# Орёл против Акулы
«Орёл против Акулы» (англ. Eagle vs Shark) — фильм новозеландского режиссёра Тайка Вайтити.

## Сюжет
Продавец из магазина компьютерных игр Джаррод знакомится с Лили из кафе быстрого обслуживания. Вместе они едут погостить к родственникам Джаррода, где выясняется, что у него есть дочь, школьный враг и психологический комплекс из-за невнимания отца к своему младшему сыну. У Лили получается подружиться со всей семьёй, однако с самим Джарродом они расходятся.

## В ролях
- Джемейн Клемент — Джаррод
- Лорен Хорсли — Лили
- Крейг Холл — Даг Дэвис
- Джоэль Тобек — Дэймон
- Брайан Серджент — Иона
- Рэйчел Хаус — Нэнси
- Дэйв Фейн — Эрик
- Тайка Вайтити — Гордон
- Мораг Хиллс — Винни
- Бернард Стюарт — Зэйн
- Коэн Холлоуэй — Мэйсон
- Джентиэн Лупи — Трэйси
- Челси Престон-Крэйфорд — Дженни
- Мадлен Сами — клиентка бургерной

## Съёмочная группа
- Режиссёр и сценарист — Тайка Вайтити
- Оператор — Адам Кларк
- Монтажёр — Джонатан Вудфорд-Робинсон
- Композиторы — новозеландская группа The Phoenix Foundation
- Продюсер — Клифф Кертис

## Художественные особенности
- В процессе создания фильма использовались техники покадровой съёмки и мультипликации.

## Награды
- 2007 — приз за лучший художественный фильм на международном кинофестивале в Ньюпорте[1];
- 2007 — специальный приз жюри за оригинальное жанровое решение на международном кинофестивале Меридианы Тихого во Владивостоке[2].

## Дополнительные факты
- Режиссёр и сценарист фильма Тайка Вайтити сыграл в нём эпизодическую роль старшего брата главного героя.
- Сценарий фильма был разработан в лаборатории режиссеров и сценаристов кинофестиваля «Сандэнс» в июне 2005 года[3].
- Фильм снимался в новозеландских городах Веллингтон и Порируа.
- Исполнитель главной роли Джемейн Клемент является одним из участников новозеландского комедийного дуэта Flight of the Conchords.